# Lirceus
Lirceus es un género de crustáceo de la familia Asellidae.

## Especies
Este género contienen las siguientes especies:
- Lirceus alabamae Hubricht & Mackin, 1949 – Alabama
- Lirceus bicuspidatus Hubricht & Mackin, 1949 – Arkansas
- Lirceus bidentatus Hubricht & Mackin, 1949 – Arkansas
- Lirceus brachyurus (Harger, 1876) – Pensilvania, Virginia
- Lirceus culveri Estes & Holsinger, 1976 – Virginia [2] [3]
- Lirceus fontinalis Rafinesque-Schmaltz, 1820 – Ohio, Indiana, Illinois, Kentucky, Tennessee
- Lirceus garmani Hubricht & Mackin, 1949 – Misuri, Arkansas, Kansas, Oklahoma
- Lirceus hargeri Hubricht & Mackin, 1949 – Tennessee, Virginia
- Lirceus hoppinae (Faxon, 1889) – Misuri, Arkansas, Oklahoma
- Lirceus lineatus (Say, 1818) – Canadá, eastern United States
- Lirceus louisianae (Mackin & Hubricht, 1938) – Illinois, Misuri, Arkansas, Luisiana
- Lirceus megapodus Hubricht & Mackin, 1949 – Misuri
- Lirceus richardsonae Hubricht & Mackin, 1949 – Ohio
- Lirceus trilobus Hubricht & Mackin, 1949 – Oklahoma
- Lirceus usdagalun Holsinger & Bowman, 1973 – Virginia [4] [5]